# Rafaela Rodríguez
Rafaela Rodríguez (Málaga, 14 de septiembre de 1890 - † Madrid, 13 de febrero de 1970) fue una actriz española.

## Biografía
Actriz eminentemente teatral, debuta siendo aun muy joven con la compañía de Enrique Rambal. Pronto se perfila como actriz cómica y se integra en la compañía de Aurora Redondo y Valeriano León, en la que permanece 20 años.
Posteriormente, crea su propia compañía junto a José Alfayate, con quien trabaja durante la década de 1960.
Interpretó obras de Carlos Arniches, Carlos Llopis o el propio Alfayate, destacando sus actuaciones en ¿Qué hacemos con los hijos? (1951), La cigüeña dijo sí (1959), Mi mujer, el diablo y yo (1962), El tío Pepe y Cuñada viene de cuña.
Su paso por el cine fue fugaz y se limita a una decena de películas en las décadas de 1930 y 1940, entre las que destaca La Lola se va a los puertos (1947), de Juan de Orduña.
Estuvo casada con el también actor Pedro Montesinos.